# 富永三郎
富永三郎（とみながさぶろう、1916年11月30日 - 1987年6月20日）は日本の作曲家・教育家。
長兄は富永太郎、次兄は富永次郎。国立音楽大学卒。作曲を大中寅二、菅原明朗に師事。童謡や邦楽作品などを主に発表する。「赤穂浪士」などの時代劇を中心とした映画音楽を多く手がけた。戦後は明星学園、晩年に尚美学園で教鞭を取り、邦楽や編曲の実演などを強力に推薦し、ヨーロッパへの留学生の後押しを積極的に推し進める。

## 主要作品

### 電子音楽
- マイクロフォンのための音楽 マグナ

### 歌謡曲
- あせびの花（大倉芳郎作詞）

### 歌曲
- 芭蕉の旅（持田勝穂詩）

### 映画音楽
- 風雲児 織田信長（1959年、河野寿一監督）
- 任侠中仙道（1960年、松田定次監督）
- 南国太平記（1960年、秋元隆太監督）
- 赤穂浪士（1961年、松田定次監督）
- 源九郎義経（1962年、松田定次監督）

### ラジオドラマ
- 永すぎた春